# Elisa Giordano
Elisa Giordano (Mirano, 1º novembre 1990) è una rugbista a 15 italiana, terza linea ala del Valsugana e, dal 2022, capitano della nazionale.

## Biografia
Proveniente da diverse esperienze sportive tra cui pallacanestro e pallamano, Elisa Giordano giunse al rugby a 19 anni ed entrò nella formazione femminile del Valsugana di Padova, città in cui intraprese gli studi universitari.
A novembre 2011 esordì in Nazionale italiana a Nizza contro la Francia e, nell'anno successivo, prese parte al campionato europeo FIRA a Rovereto giungendo terza dietro Inghilterra e Francia.
Grazie alla sua frequenza accademica a Padova, al termine della quale conseguì l'abilitazione in terapia occupazionale, fu idonea alla selezione, nel 2013, alla nazionale che prese parte al torneo di rugby a 7 alle Universiadi di Kazan’ in cui l’Italia si aggiudicò l’argento sconfitta in finale 10-30 dalla Russia.
Fu, ancora, presente ai Sei Nazioni del 2015 e 2016 con 4 vittorie in 10 incontri che valsero all'Italia la qualificazione per la prima volta dopo 15 anni alla Coppa del Mondo di rugby femminile 2017, cui prese parte.
A livello di club ha vinto 3 scudetti consecutivi, dal 2015 al 2017, con il Valsugana, squadra della quale è capitano.
A settembre 2022 ha rilevato da Manuela Furlan i gradi di capitano della nazionale italiana in occasione della Coppa del Mondo 2021, in quanto Furlan, pur convocata alla competizione, rimase vittima di un infortunio occorsole durante un test match di preparazione al mondiale, e quindi impossibilitata a scendere in campo nei primi incontri di torneo.
Ancora da capitana ha ricevuto la convocazione per la Coppa del Mondo 2025, la sua terza, in Inghilterra.

## Palmarès
- Campionati italiani: 5
Valsugana: 2014-15, 2015-16, 2016-17, 2021-22, 2022-23